# Halle Open 2023 - Qualificazioni doppio
Le qualificazioni del doppio maschile dell'Halle Open 2023 sono state un torneo di tennis preliminare per accedere alla fase finale della manifestazione. I vincitori dell'ultimo turno entreranno di diritto nel tabellone principale. In caso di ritiro di uno o più giocatori aventi diritto a questi subentreranno i lucky loser, ossia i giocatori che perderanno nell'ultimo turno ma che avevano una classifica più alta rispetto agli altri partecipanti che comunque perderanno nel turno finale.

## Teste di serie
1. Sadio Doumbia /  Fabien Reboul (ultimo turno)

1. Albano Olivetti /  David Vega Hernández (qualificati)

## Qualificati
1. Albano Olivetti /  David Vega Hernández

## Tabellone

### Legenda
| - Q = Qualificato - WC = Wild card - LL = Lucky loser | - ALT = Alternate - SE = Special Exempt - PR = Protected Ranking | - w/o = Walkover - r = Ritirato - d = Squalificato |

|  | Primo turno | Primo turno                          | Primo turno                      | Primo turno | Primo turno |  |  | Ultimo turno | Ultimo turno                         | Ultimo turno                         | Ultimo turno | Ultimo turno |  |
|  |             |                                      |                                  |             |             |  |  |              |                                      |                                      |              |              |  |
|  | 1           | Sadio Doumbia Fabien Reboul          | Sadio Doumbia Fabien Reboul      | 6           | 6           |  |  |              |                                      |                                      |              |              |  |
|  |             | Grégoire Barrère Luca Van Assche     | Grégoire Barrère Luca Van Assche | 3           | 2           |  |  | 1            | Sadio Doumbia Fabien Reboul          | Sadio Doumbia Fabien Reboul          | 5            | 65           |  |
|  | WC          | Henri Squire Louis Wessels           | 6                                | 3           | [8]         |  |  | 2            | Albano Olivetti David Vega Hernández | Albano Olivetti David Vega Hernández | 7            | 7            |  |
|  | 2           | Albano Olivetti David Vega Hernández | 4                                | 6           | [10]        |  |  |              |                                      |                                      |              |              |  |